# Franciszek Ksawery Stoiński
Franciszek Ksawery Stoiński herbu Janina (ur. 1744, zm. 29 stycznia 1803 w Bełżycach) – szambelan królewski, konfederat barski, rotmistrz chorągwi 1. Brygady Kawalerii Narodowej w 1786 roku.
Syn Dominika sędziego ziemskiego i jego drugiej żony Franciszki z Kręskich. W 1791 roku został kawalerem Orderu Świętego Stanisława. Pochowany w krypcie rodzinnej kościoła w Mełgwi.